# Najiya Thamir
Najiya Thamir o Néjia Thameur, también conocida como Bint al-Waha, (Damasco, 15 de marzo de 1926  - Túnez 1988) fue una escritora y productora radiofónica sirio-tunecina, activista por los derechos de las mujeres. Escribió sobre ello en periódicos de Túnez y del mundo árabe.  

## Biografía
Nacida en 1926 en Damasco, de padre de origen turco, siguió su educación primaria en Baalbek en Líbano, y su educación secundaria y luego universitaria en Damasco  . Se mudó a Túnez después de casarse y trabajó allí para la radio tunecina como productora de programas literarios y sociales  . 
Miembro de la Unión de Escritores Tunecinos, también es autora de ensayos, cuentos, obras de radio y novelas . Se convirtió en un ícono dinámico en los círculos intelectuales del mundo árabe, en particular gracias a la publicación en varios periódicos tunecinos y árabes de artículos dedicados a los derechos de las mujeres en las sociedades árabes .

## Publicaciones
- Justice du ciel (en árabe). Tunis: Maison orientale du livre. 1956.
- Nous voulions la vie (en árabe). Tunis: Maison orientale du livre. 1956.
- Conversation et leçons (en árabe). Tunis: Maison orientale du livre. 1972.
- Les Histoires de ma grand-mère (en árabe). Tunis: Société tunisienne de diffusion. 1973.
- Les Rides (en árabe). Tunis: Maison arabe du livre. 1978.